# مورلو
مورلو (به ایتالیایی: Murlo) یک کومونه در ایتالیا است که در استان سیه‌نا واقع شده‌است.

## خصوصیات
مورلو ۱۱۵٫۰ کیلومترمربع مساحت و ۲٬۱۱۶ نفر جمعیت دارد و ۲۹۴ متر بالاتر از سطح دریا واقع شده‌است.